# Evisa kurdistana
Evisa kurdistana är en fjärilsart som beskrevs av Charles Boursin 1940. Evisa kurdistana ingår i släktet Evisa och familjen nattflyn. Inga underarter finns listade i Catalogue of Life.